# Cosmosoma phoenicophora
Cosmosoma phoenicophora là một loài bướm đêm thuộc phân họ Arctiinae, họ Erebidae.